# Kalkschotelkorst
Kalkschotelkorst (Polyozosia albescens) is een korstmos uit de familie Lecanoraceae. Hij groeit op zowel steen als hout. Hij groeit meestal op muren, rotsen, grafmonumenten, beton, cement en dijkbeschoeiingen, maar soms ook op verweerde houten palen en stoffige boomschors.  Het korstmos is kalkminnend en houdt van zonnige plekken. De fotobiont in het korstmos is een groene alg uit het geslacht Trebouxia.

## Determinatie
Kalkschotelkorst is een korstvormig korstmos met een wit, bobbelig thallus dat vaak in kleine areolen (eilandjes) is opgesplitst. De apotheciën zijn bleekbruin.

## Verspreiding
In Nederland is kalkschotelkorst vrij algemeen. Hij staat niet op de rode lijst en is niet bedreigd.